# 3429 Chuvaev
3429 Chuvaev (1974 SU1) là một tiểu hành tinh vành đai chính được phát hiện ngày 19 tháng 9 năm 1974 bởi Chernykh, L. ở Nauchnyj.